# Nelson Sopha
Nelson Sopha, né le 13 septembre 1974, est un footballeur seychellois, qui joue actuellement à Saint-Michel United. Il évolue au poste de gardien de but à Saint-Michel United avec qui il remporte neuf titres de champion.
Sélectionné en équipe nationale de 1992 à 2003, il remporte en 2011 la médaille d'or des Jeux des îles de l'océan Indien.

## Biographie
Éric Nelson Sopha débute en sélection à l'âge de 17 ans et dispute les  Jeux des îles de l'océan indien en 1993. Cinq ans plus tard, il remporte avec la sélection la médaille de bronze en 1998. Avec son club de Saint-Michel United, il remporte le titre de Champion des Seychelles en 2000, 2002, 2003 et, la même année, remporte une nouvelle médaille de bronze aux Jeux des îles 2003.
En 2007, il réussit avec son club le doublé championnat-Coupe des Seychelles puis réussit de nouveau cette performance en 2008 et 2011. La même année,  il remporte les Jeux des îles grâce à un arrêt décisif dans la séance de tirs au but. Il remporte de nouveau avec Saint-Michel United le titre en 2012.
Comptant trente-trois sélections depuis 2002, dont dix rencontres des éliminatoires de la Coupe du monde, il annonce sa retraite internationale en 2013, et devient entraîneur des gardiens de l'équipe nationale tout en continuant à jouer en club.

## Palmarès
- Vainqueur des Jeux des îles de l'océan Indien en 2011 avec les Seychelles.
- Troisième des Jeux des îles de l'océan Indien en 1993 et 1998 avec les Seychelles.
- Champion des Seychelles en 1999, 2000, 2002, 2003, 2007, 2008, 2010, 2011 et 2012 avec Saint-Michel United.
- Vice-champion des Seychelles en 2001, 2006 et 2009 avec Saint-Michel United.
- Vainqueur de la Coupe des Seychelles en 2001, 2006, 2007, 2008, 2009 et 2011 avec Saint-Michel United.